# Гершман, Михаил Михайлович
Михаил Михайлович Гершман (1899—1984) ― советский фотограф, мастер фотопортрета.

## Биография
Родился в городке Сосницы Черниговской области. Фотомастерству учился у отца. В начале 1920-х годов переехал в Ленинград, где начал свою карьеру у мастера фотографии М. С. Наппельбаума. Во времена НЭПа Гершман открыл собственное фотоателье. В это же время он поступил в Политехнический институт, где изучал химию.
Гершман был известен своими классическими портретами и снимками пейзажей. Его работы отличались простотой и ясностью композиции, а также глубоким пониманием света и тени. Он не следовал модным течениям и новаторским идеям, но, несмотря на это, его фотографии оставались популярными и востребованными.
В 1930-е годы Гершман работал фотокорреспондентом газеты «Известия», а также сотрудничал с журналами «Советское фото» и «Огонёк». Работы Гершмана были отмечены дипломом Интернациональной выставки фотографии в Стокгольме (1934), личной благодарностью К. Е. Ворошилова «за отличную работу» (1936), работу «Портрет Стаханова» признали лучшей фотографией года и отметили дипломом I Всесоюзной выставки фотографии в Москве (1937). Гершман работал над самыми «ответственными заказами», создав фотопортреты Н. К. Крупской, Г. К. Орджоникидзе и И. В. Сталина. 
Во время Великой Отечественной войны он работал в тылу армии, фотографировал боевые действия, а также жизнь военнослужащих и мирных жителей, являясь корреспондентом военных газет Ленинградского фронта, в частности «На страже Родины». В 1942 году он занимался аэрофотосъемкой для военных целей, затем стал одним из руководителей фоторазведки Ленинградского фронта. В 1943 году был награжден орденом Красного Знамени и медалью «За оборону Ленинграда». В конце войны получил звание майора.
После войны Гершман продолжил работать в качестве фотографа и педагога. Он вёл мастер-классы и лекции по фотографии, преподавая в ВГИКе. В послевоенные Гершман создал фотографические образы известных людей (артистов, певцов, писателей), тиражированнные на открытках миллионами копий: Галины Улановой, Наталии Дудинской, Аркадия Райкина, Клавдии Шульженко, Любови Орловой, Рудольфа Нуреева, Майи Плисецкой, Роберта Рождественского, Эдиты Пьехи, Алисы Фрейндлих, Марины Ладыниной, Бориса Чиркова, Николая Крючкова, Константина Сергеева и многих других.
Гершман умер в 1984 году, оставив после себя множество ценных фотографий, являющихся важным вкладом в историю российской фотографии. Одним из наиболее известных проектов Гершмана была серия фотографий «Жизнь еврейского народа на Востоке», созданная в 1926 году вместе с фотографом М. В. Альпером и отражающая жизнь еврейской общины в Восточной Европе.
Большинство негативов и фотографий Гершмана хранятся в Российском государственном архиве кинофотодокументов. Много интересных фактов биографии фотографа сохранил его друг, профессор, доктор философских наук Б. З. Докторов.